# Alex Farinelli

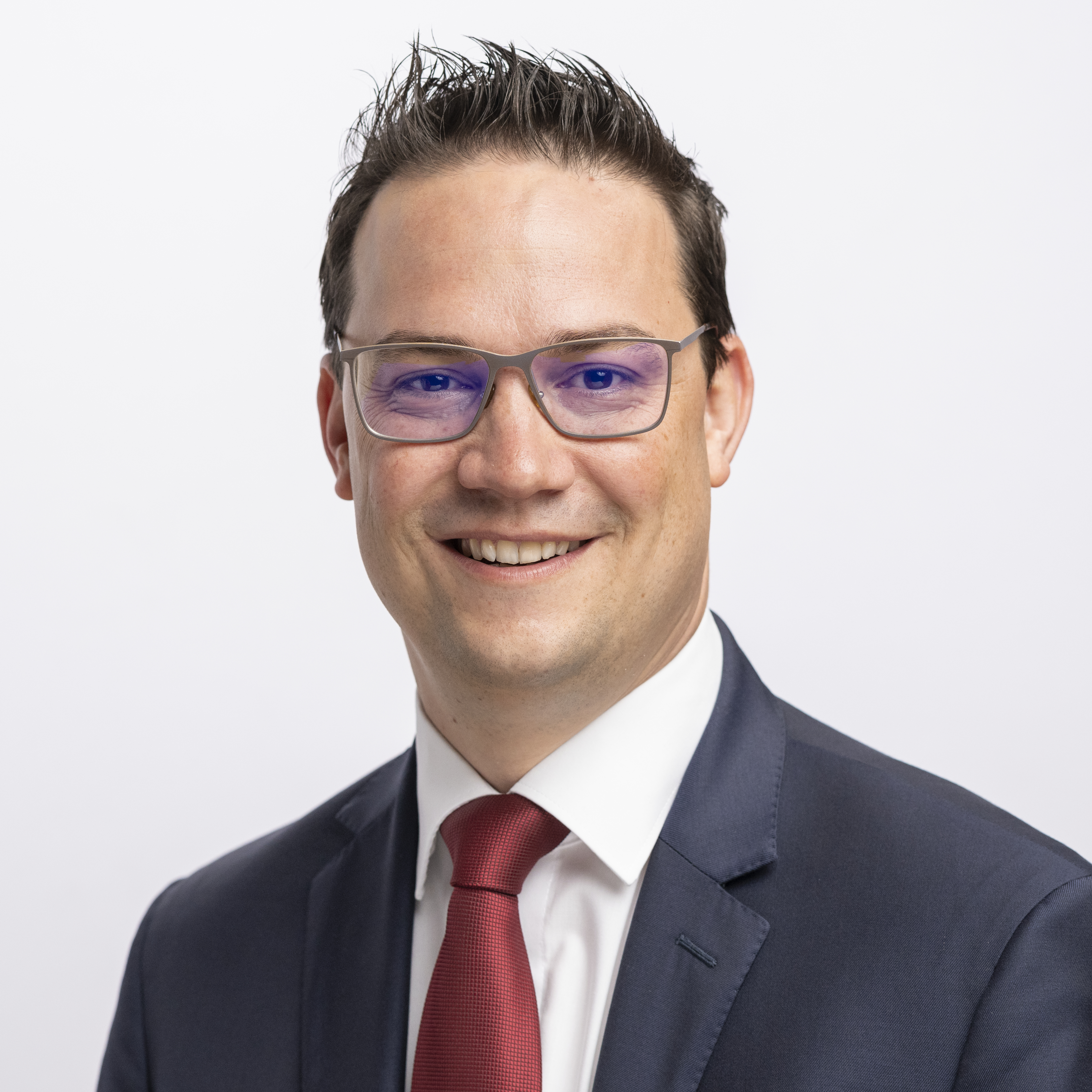
Alex Farinelli (2023)

Alex Farinelli (* 16. Dezember 1981 in Comano TI; heimatberechtigt in Bellinzona) ist ein Schweizer Politiker (FDP) und seit 2019 für den Kanton Tessin Mitglied im Nationalrat.

## Leben
Alex Farinelli verfügt über einen Bachelor-Abschluss in Wirtschaftswissenschaften der Universitäten Zürich und Lugano sowie einen Master-Abschluss in Wirtschaft und internationaler Politik. Seine berufliche Karriere begann 2009 bei der Cornèr Bank, wo er sich um die interne Organisation kümmerte; ab 2010 arbeitete er als Kantonssekretär der Tessiner FDP. Seit Juni 2015 arbeitet er für die Tessiner Sektion des Schweizerischen Baumeisterverbandes, dessen stellvertretender Direktor er seit 2017 ist.
Als Hobbys gibt Farinelli Schwimmen, Orientierungslauf, Tennis und Schach an.

## Politischer Werdegang
Im Jahr 2004 wurde Farinelli im Alter von 22 Jahren zum ersten Mal in den Gemeinderat (Legislative) von Comano gewählt und 2008 sowie 2012 bestätigt. 2013 wurde er zum Präsidenten des Gemeinderats, 2016 zum Bürgermeister gewählt. Im Jahr 2008 schloss er sich den Jungfreisinnigen im Kanton Tessin an und wurde 2010 deren Präsident. Seit 2011 präsidiert er die FDP-Sektion Comano, auf nationaler Ebene fungiert er als Delegierter der Tessiner FDP. Im Jahr 2015 wurde er in den Grossen Rats des Kantons Tessin gewählt (Vorsitzender der FDP-Fraktion und Mitglied der Verwaltungs- und Finanzkommission) und 2019 bestätigt. Wegen seiner Wahl in den Nationalrat gab er das Amt jedoch auf.
Mit 30'036 Stimmen wurde Farinelli bei den Schweizer Parlamentswahlen 2019 im ersten Wahlgang als Tessiner Nationalrat mit den meisten Stimmen in den Nationalrat gewählt, am 2. Dezember 2019 wurde er vereidigt. Er ist Mitglied der Finanzkommission (und Präsident von deren Subkommission 1, B+G/EFD). Zudem ist er Mitglied der parlamentarischen Gruppen «Arbeit», «Auslandschweizer», «Berufsbildung», «Bildung, Forschung und Innovation», «Gegen Rassismus und Fremdenfeindlichkeit», «Inlandbanken», «Italianità», «Klima», «Kommunalpolitik», «Mehrsprachigkeit CH», «Pfadibewegung Schweiz», «Raumentwicklung», «Sexuelle Gesundheit und Rechte», «Sport», «TC Bundeshaus», «Tourismus», «Wasserstoff», «Weinbau», «Weiterbildung» sowie «Wohn- und Grundeigentum» (Stand: April 2022).